# Gran Premio Costa degli Etruschi 2006
Il Gran Premio Costa degli Etruschi 2006, undicesima edizione della corsa e valida come evento dell'UCI Europe Tour 2006 categoria 1.1, fu disputato il 4 febbraio 2006, su un percorso di 193 km. Fu vinta dall'italiano Alessandro Petacchi, al traguardo con il tempo di 4h39'40" alla media di 41,406 km/h.
Partenza a San Vincenzo con 141 ciclisti, di cui 113 portarono a termine il percorso.

## Ordine d'arrivo (Top 10)
| Pos. | Corridore             | Squadra       | Tempo    |
| ---- | --------------------- | ------------- | -------- |
| 1    | Alessandro Petacchi   | Team Milram   | 4h39'40" |
| 2    | Daniele Bennati       | Lampre        | s.t.     |
| 3    | Danilo Napolitano     | Lampre        | s.t.     |
| 4    | Andrus Aug            | Acqua & Sap.  | s.t.     |
| 5    | Krzysztof Szczawinski | Cer. Flaminia | s.t.     |
| 6    | Domenico Loria        | Univ. Caffè   | s.t.     |
| 7    | Paolo Bossoni         | Tenax         | s.t.     |
| 8    | Daniele Colli         | Liquigas      | s.t.     |
| 9    | Gabriele Bosisio      | Tenax         | s.t.     |
| 10   | Giosuè Bonomi         | Barloworld    | s.t.     |